# HD92764
HD92764 — хімічно пекулярна зоря спектрального класу A1, що має видиму зоряну величину в смузі V приблизно  9,0.
Вона  розташована на відстані близько 710,6 світлових років від Сонця.